# Villes-sur-Auzon
Villes-sur-Auzon – miejscowość i gmina we Francji, w regionie Prowansja-Alpy-Lazurowe Wybrzeże, w departamencie Vaucluse.
Według danych na rok 1990 gminę zamieszkiwało 915 osób, a gęstość zaludnienia wynosiła 34 osoby/km² (wśród 963 gmin regionu Prowansja-Alpy-W. Lazurowe Villes-sur-Auzon plasuje się na 394. miejscu pod względem liczby ludności, natomiast pod względem powierzchni na miejscu 378.).

## Populacja

Populacja Villes-sur-Auzon w latach 1962-2008